# レムリア
レムリア（英語: Lemuria）は、イギリスの動物学者フィリップ・スクレーターが1874年に提唱した、インド洋に存在したとされる仮想の大陸。
また、オカルト系の書物において同一名称の大陸が登場するが、上記の動物学者の仮説とはまったくの別物である。

## 科学

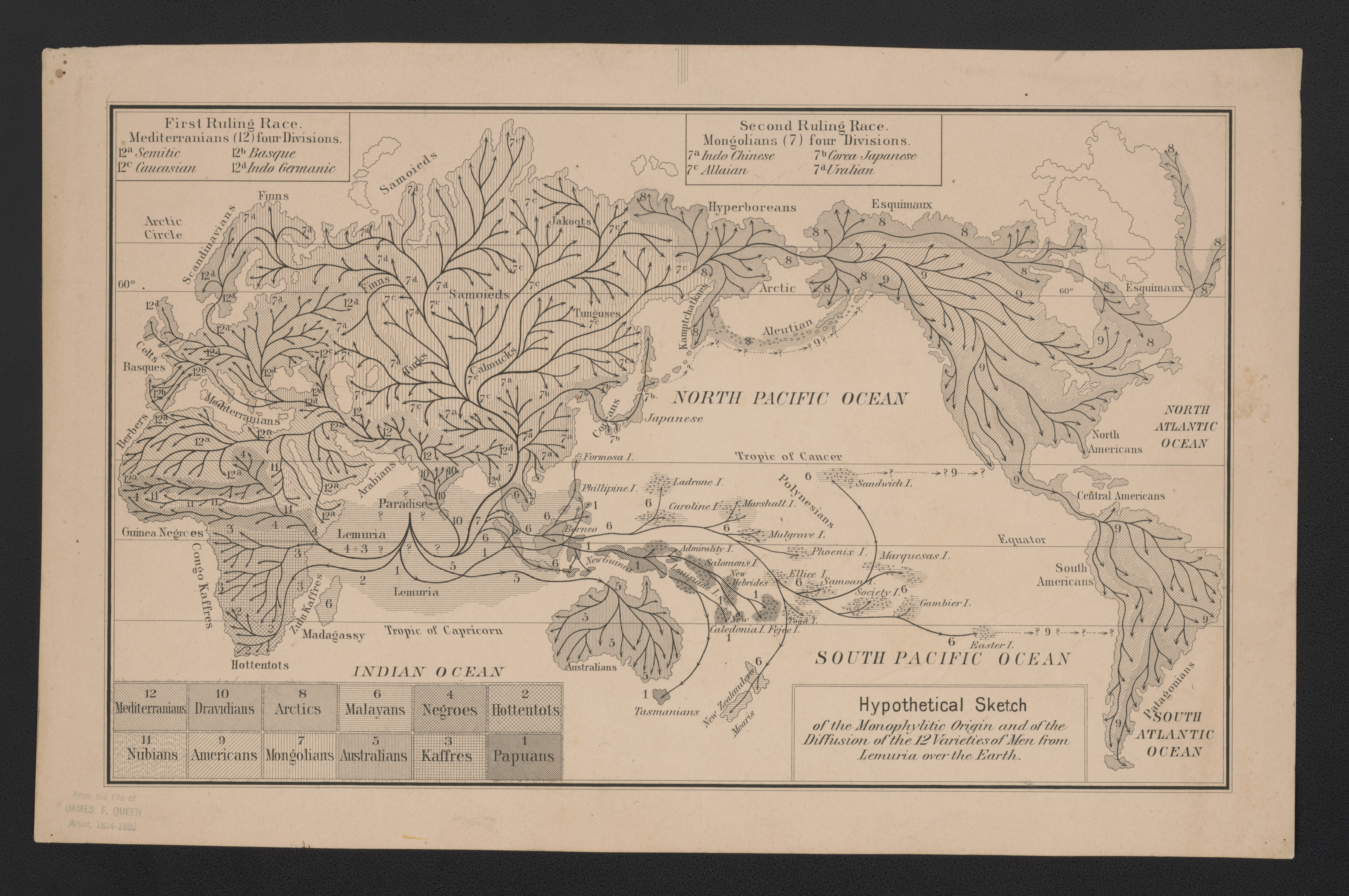
人類を12人種とし、レムリアからどのように拡散したかを推定した19世紀の図

アフリカのマダガスカル島にはキツネザルが生息しており、この仲間は世界中でここからしか知られていない。しかし化石種がインドから発見されており、また近縁の原猿類はこの島を挟んでアフリカ中部と東南アジアのマレー半島・インドネシアにのみ生息する。このようにインド洋を隔てた両地域には近縁な生物が見られる（隔離分布）。
これを説明するために、スクレーターは5000万年以上前のインド洋にインドの南部、マダガスカル島、マレー半島があわさった大陸が存在したのではないかと考え、キツネザル（レムール、Lemur）にちなみ「レムリア大陸」と名付けた。また、ドイツの動物学者エルンスト・ヘッケルは自著『自然創造史』 (Natürliche Schöpfungsgeschichte) でレムリア大陸こそ人類発祥の地であると主張した。そのほかにも一部の地質学者がインド洋沿岸地域の地層の構造が酷似していることから似たような説を唱えている。
しかし、インド洋を含め、大洋によって隔てられた地域間の生物相の類似については、1912年の気象学者アルフレート・ヴェーゲナーの大陸移動説によっても説明がなされた。当初はレムリア大陸説をはじめとする陸橋説が優勢だったが、1950年代より大陸移動説が優勢となった。1968年にプレートテクトニクス理論の完成により大陸移動説の裏付けが確実なものとなり、レムリア大陸説は否定された。

## オカルト
レムリア大陸説は、神智学協会創設者の1人、ブラヴァツキー夫人によって1888年に刊行された著書『シークレット・ドクトリン』において登場した。レムリアは大陸であり、大陸が存在した位置はインド洋ではなく太平洋にあると発表し、神秘学者達の間では高い支持を得た。

### 大陸
レムリア大陸は最大時には太平洋をまたがって赤道を半周する、現在のユーラシア大陸と同位の面積があったが、およそ7万5千年という長い年月にわたる地殻変動により大半が減少し、最後には日本の東方にオーストラリア程度の大陸が2つ残り、やがて完全に沈没したと説かれた。当然ながら太平洋に存在したと説く以上は、動物学上の疑問点を解決する学説としてかつて提唱されたレムリア大陸とは、全く関係無い事になる。
沈没期の最後に残った2つの大陸の事をムー大陸とレムリア大陸とに別ける神秘学者や秘教学者もいるが、最初の巨大大陸時をムー大陸と呼ぶ者もいる。ジェームズ・チャーチワードはムー大陸の起源をレムリア大陸であるとした。どちらの大陸も同一の霊的背景にある事は、多くのアカシック・リーディングに依る書物で説かれ、文明の終期にはラ・ムーが指導者に当たっていた事が説かれている。
アメリカ合衆国の著作家バーバラ・ウォーカーは、伝説上の大陸名の「レムリア」とは、本来は「レムレスの世界」、すなわち「亡霊の世界」のことを意味していた、と自書で述べている。
現在においては、オカルトおよびニューエイジ界に幅広く影響を与えている。

#### ニューエイジ
オレリア・ルイーズ・ジョーンズ著のレムリアとシャスタの地下都市にあると言われている地下都市テロスとのつながりを書いた2007年に日本語版の『レムリアの真実 シャスタ山の地下都市テロスからのメッセージ』『レムリアの叡智―シャスタ山の地下都市テロスからのメッセージ』『新しいレムリア―シャスタ山の地下都市テロスからのメッセージ』がある。シャスタがニューエイジでは有名な場所のため、この地とレムリアとの関係を書いた本がニューエイジ界に影響を与えた可能性は否定できないだろう。

## 創作物
アトランティス大陸説のようにプラトンの著作に代表されるような文献は、レムリア大陸および文明説では存在しない。しかし、それが逆に舞台設定の自由度を高め、創作物の舞台に設定されることがある。たとえばロバート・E・ハワードやリン・カーターは、古代レムリアを舞台とした作品を書いた 。また、ラブクラフトのクトゥルフ神話においてもしばしば言及される。

## その他
イギリス領インド洋地域のモットーはラテン語で「In tutela nostra Limuria」（英語: Limuria is in our charge/trust）、日本語訳は「レムリアは私たちの信義の中に。」である。レムリア大陸説が否定された現在でも当地の紋章にラテン語表記のものが使用されている。